# أخلوف (بوزروال)
أخلوف هي إحدى مشيخات المملكة المغربية، تتبع جغرافيا لإقليم زاكورة وإداريًا لبوزروال. يقدر عدد سكانها بـ 5642 نسمة حسب الإحصاء الرسمي للسكان والسكنى لسنة 2004.